# Infiammazione sierosa
L'infiammazione sierosa è costituita da accumulo di essudato simile al siero.
Può essere una prima fase del processo di infiammazione come nel caso di una polmonite e poi evolvere in altre forme, oppure presentarsi come un fenomeno satellite di ascessi, TBC o angine streptococciche.
È causato da agenti chimici o fisici nocivi ad azione intensa. 

## Caratteristiche dell'essudato
L'essudato si presenta come in liquido limpido, simile al siero (ma con i fattori di coagulazione). Differisce dal trasudato per una maggiore presenza di proteine e leucociti, sebbene comunque la componente cellulare rimanga scarsa. Solitamente è privo di fibrina, in caso contrario si parla di flogosi siero-fibreinosa.
L'essudato non si trova mai nelle mucose.

## Situazioni dove si riscontra
- Pericardite: limita la diastole, con conseguente difetto di riempimento cardiaco e possibile perdita di gettata sistolica da diminuzione di precarico. I toni cardiaci sono lontani ed ottusi. I sintomi sono edema agli arti inferiori ed edema polmonare; il trattamento consigliato sono diuretici ed antinfiammatori.

- Pleurite: si accumula tra pleura viscerale e parietale, formando un accumulo alla base dei polmoni che porta a versamento pleurico. Se abbondante il paziente si presenta dispnoico. Suono ottuso alla percussione.

- Peritonite: limita la peristalsi e può esservi blocco intestinale.

- Sinovite acuta sierosa: essudato sieroso nel cavo sinoviale, con dolore e turgore.

- Vaginalite sierosa: essudato nella tonaca vaginale del testicolo.

- Ustioni di II grado: se bgravi possono portare a disidratazione per eccessiva perdita di liquidi.

- Meningite tubercolare

- Orticaria: si formano ponfi.

- Asma allergico: versamento nella parete bronchiale con restringimento del bronco e difficoltà respiratoria.